# Lemselo
Lemselo is een buurtschap in de Twentse gemeente Dinkelland in de Nederlandse provincie Overijssel. Lemselo ligt ten noordwesten van Oldenzaal. Tot de gemeentelijke herindeling van 1 januari 2001 viel de buurtschap onder de gemeente Weerselo. Op 1 januari 2005 telde de buurtschap ongeveer 440 inwoners.
Op een lijst uit het jaar 855 wordt de buurtschap reeds als Lamesloe vermeld.
Hoofdplaats: Denekamp       Stadje: Ootmarsum

Dorpen: Deurningen · Lattrop · Lattrop-Breklenkamp · Noord Deurningen · Oud Ootmarsum · Rossum · Saasveld · Het Stift · Tilligte · Weerselo

Buurtschappen: Agelo · Beekdorp · Berghum · Breklenkamp · Dulder · Gammelke · Groot Agelo · Klein Agelo · Lemselo · Nijstad · Noordijk · Nutter · Volthe · Zoeke 

Voormalige gemeenten: Denekamp · Ootmarsum · Weerselo

Overijssel · Steden en dorpen in Overijssel      Nederland · Provincies · Gemeenten